# Лашувка
Лашувка (пол. Łaszówka) — село в Польщі, у гміні Козениці Козеницького повіту Мазовецького воєводства.
Населення — 84 особи (2011).
У 1975-1998 роках село належало до Радомського воєводства.

## Демографія
Демографічна структура станом на 31 березня 2011 року:
|          | Загалом | Допрацездатний вік | Працездатний вік | Постпрацездатний вік |
| -------- | ------- | ------------------ | ---------------- | -------------------- |
| Чоловіки | 41      | 12                 | 23               | 6                    |
| Жінки    | 43      | 10                 | 18               | 15                   |
| Разом    | 84      | 22                 | 41               | 21                   |